# Joaquim Castro Caldas
Joaquim Pinheiro [Pereira] de Castro Caldas (Lisboa, 28 de março de 1956 — Porto, 31 de agosto de 2008) foi o poeta português que iniciou as célebres segundas-feiras de poesia que enchem a cave do Pinguim Café no Porto. Foi, também, membro e redator da Revista Metro (1987-1997). Publicou 10 livros de poesia, sendo o último "Mágoa das Pedras".

## Biografia
Joaquim de Castro Caldas nasce em Lisboa no dia 28 de março de 1956. Vive toda a sua infância e adolescência na capital, abandonando o país ainda antes do 25 de Abril, estabelecendo domicílio incerto em Itália e em França, e regressando a Portugal após a Revolução. Instala-se no Porto em 1988 e traz consigo uma nova identidade a uma cidade com tradição de poesia declamada - através das noites de poesia do Pinguim Café, na Rua do Belmonte, que inspiraram muitos outros espaços e acontecimentos culturais. Em 1996 começa a colaborar com a publicação portuense “O Metro”, uma revista de divulgação de eventos culturais da cidade do Porto para a qual escreve crónicas e entrevistas.
Joaquim de Castro Caldas influenciou várias personalidades, que se estrearam no mundo literário graças à frequência nas Noites de Poesia do Pinguim Café. Teve algumas incursões pelo teatro: em 1984 viveu alguns meses em Clermont-Ferrand, França, em casa de amigos, participando num espetáculo com o poeta e cantor Marc Ogeret. Não se considerava um crítico literário, apesar do olho e atitude crítica que demonstrava assiduamente não só quanto a obras e trabalhos alheios, mas também sobre problemas sociopolíticos relevantes, que eram alvo da sua provocação fina. Descrevia-se como “um saltimbanco das letras” e, sem problemas, dizia que “no dia em que deixar de dizer poesia, morro”. Nos seus cartões de visita intitulava-se como “intérprete da vontade do pássaro”.
Desafiador da ordem, revolucionário, provocador, oscilante, imprevisível, magnético, desadequado sem lugar no espaço convencional, humanista- assim é o poeta descrito e recordado.
Espírito rebelde mas fundado, um “rebelde com causa” com objetivos e uma voz afirmativa em relação ao que o rodeava. Era frequente escrever versos soltos em papéis que dedicava a quem estivesse ao seu lado e confiava os seus textos, livros e objetos aos seus amigos e colegas, ou “fiéis depositários”, como gostava de lhes chamar, para que os salvaguardassem, uma vez que nunca tinha um pouso fixo. Isaque Ferreira, uns dos seus companheiros próximos, diz mesmo que “muitos dos textos dele devem estar hoje confinados ao anonimato de certas gavetas”.
A sua existência foi determinada pela devoção ininterrupta à poesia: a forma como ele se relacionava com os outros e via o mundo era também uma atitude poética, em constante materialização.
O desprendimento e a aversão ao materialismo e ao consumismo eram uma constante na sua vida.
Morre no dia 31 de agosto de 2008 no Hospital de São João, no Porto, vítima de cirrose hepática.
Era primo irmão paterno de Júlio de Lemos de Castro Caldas e primo tio paterno de André Moz Caldas e Miguel de Magalhães de Castro Caldas.

## Caraterização da sua Obra
A matéria para a escrita do Joaquim era abundante. Terá falado não só de questões de grande referência da poesia, como o amor e a morte, mas também, e com mais frequência, de questões sociais e políticas da sua atualidade. Estes textos, notas e apontamentos de opinião eram muitas vezes escritos em papéis soltos, como toalhas de restaurante, e abandonados à mercê dos amigos ou ao anonimato das gavetas.
O poeta classifica a sua escrita como um "exercício de contemplação da relação entre as pessoas e a arte". Audiovisual e Dos poetas são considerados os seus poemas de pendor mais autobiográfico, assim como o livro Berlindes e Abafadores, publicado em 1994, no qual aborda a consciência apaixonante da infância.
Pretendia, através da sua escrita, encontrar o seu lugar no mundo. Não pugnava por ter projeção pública; a sua escrita partia da necessidade de estar em comunicação com o que o rodeava. Há sempre um lado sarcástico, crítico e consciente no que escreveu.
Os seus temas mais recorrentes são a infância, a fragilidade, o amor e o desarrumo - presente na estrutura dos seus poemas e no jogo linguístico que utilizava.
Também a questão da Portugalidade está muito evidente na sua poesia, sustentada pelo domínio que Castro Caldas tinha sobre a literatura portuguesa.

“Há uma coisa que muito me apaixona nas sessões que realizo: o lado didático, terapêutico, o da educação pela arte, absolutamente abandonado nas escolas. Acho que consegui pôr gente a escrever e a ler, embora seja um grão de poeira em toda esta engrenhagem; e sobretudo criar o prazer e a paixão sobre estas duas atividades sem as quais não vale a pena ler nem escrever. ” in “Dizer Poesia Para Viver - Joaquim Castro Caldas 25 anos de carreira entre declamação e teatro” de Rui Branco.
De espírito reivindicativo e “argumento violento”, Joaquim era um disseminador cultural cuja principal motivação era a defesa da educação pela arte; a criação do prazer e da paixão pela contemplação da vida sem a qual não valeria a pena ler ou escrever. Vivia em torno do que tinha estabelecido sobre o que era a poesia, a visão e ação poética; de uma ideia romântica do poeta de rua.

## Pinguim
Fixando-se no Porto, e com a missão principal de promover a educação pela poesia, inaugura, em 1988, as sessões de poesia no Pinguim Café, das quais se torna o principal animador, quer declamando poemas, próprios ou alheios, quer dramatizando pequenas intervenções teatrais. Joaquim via os serões como atos de divulgação da literatura fundamentalmente portuguesa, mesmo que nunca desconsiderasse o valor e potencial da poesia estrangeira.
Começaram por ser leituras informais, com meia dúzia de amigos. Quatro anos mais tarde tinham já ganho enorme afluência, sendo que muitas vezes a cave não conseguia albergar a grande multidão de espetadores, que se iam espalhando pelo chão e escadas, tentando arranjar um lugar para assistir aos tão aclamados recitais de poesia.“Ao princípio chamaram-me louco: dizer poesia às segundas, à meia-noite, era impensável”, recordou numa entrevista entanto, dinamizou de tal forma estas noites de poesia que o conceito se espalhou para vários lugares, desde espaços de diversão noturna a teatros.
Em 1996, Castro Caldas abandonou o comando dos serões e alguns nomes como Pedro Lamares, Cristina Bacelar, Amílcar Mendes, Daniel Maia-Pinto Rodrigues, Isaque Ferreira e Rui Spranger foram-no substituindo - sendo este último o atual anfitrião das noites de poesia, desde 2002.
Retornou ao Pinguim em 2002 quando organizou um grande festival de poesia intitulado “Rosa dos Ventos”.
O seu poema Cançoninho, do livro Berlindes e Abafadores, tornou-se no “hino” dos serões e era entoado pelos presentes nos finais de sessão, como tributo ao Joaquim. Atualmente, canta-se “Ir Indo”, um poema da obra “Mágoa das Pedras”, musicado por Susana Ralha.
O Pinguim Café publicava, pela responsabilidade do Joaquim, uma coleção denominada “Pinguim Poesia em Pó”, um conjunto de folhetos divulgados semanalmente, que reuniam escritos de várias pessoas que participavam nas sessões. Mais de uma centena destes folhetins foram publicados.
Em 2013 foi editado um livro chamado Antologia da Cave da Apuro Edições, dirigido por Eduardo Leal e Rui Spranger, para celebrar os 25 anos de poesia no Pinguim Café. Este livro compilou relatos das noites de poesia do Pinguim, combinados com poemas e textos (alguns inéditos e outros já publicados) de pessoas que foram passando pela cave ao longo dos anos, tendo reunido textos de 56 autores.

## Obra
Castro Caldas publicou dez obras poéticas ao longo de mais de vinte anos. Devido à insolvência das editoras,certos livros foram bloqueados e impedidos de ser postos novamente em circulação. Publicou o primeiro livro “Cã” com 18 anos, em 1974.
- Cã (1974)
- Português Suave (1978)
- Berlindes e Abafadores (1994)
- Diz que até Jesus (1998)
- Do Baú (1999)
- Impressões Digitais dos Deuses (2001)
- Convém Avisar os Ingleses (2002)
- Só Cá Vim Ver o Sol (2004)
- há (2005)
- Mágoa das Pedras (2008)

## Ver Também
Metro International
Café Pinguim